# Emil Faktor

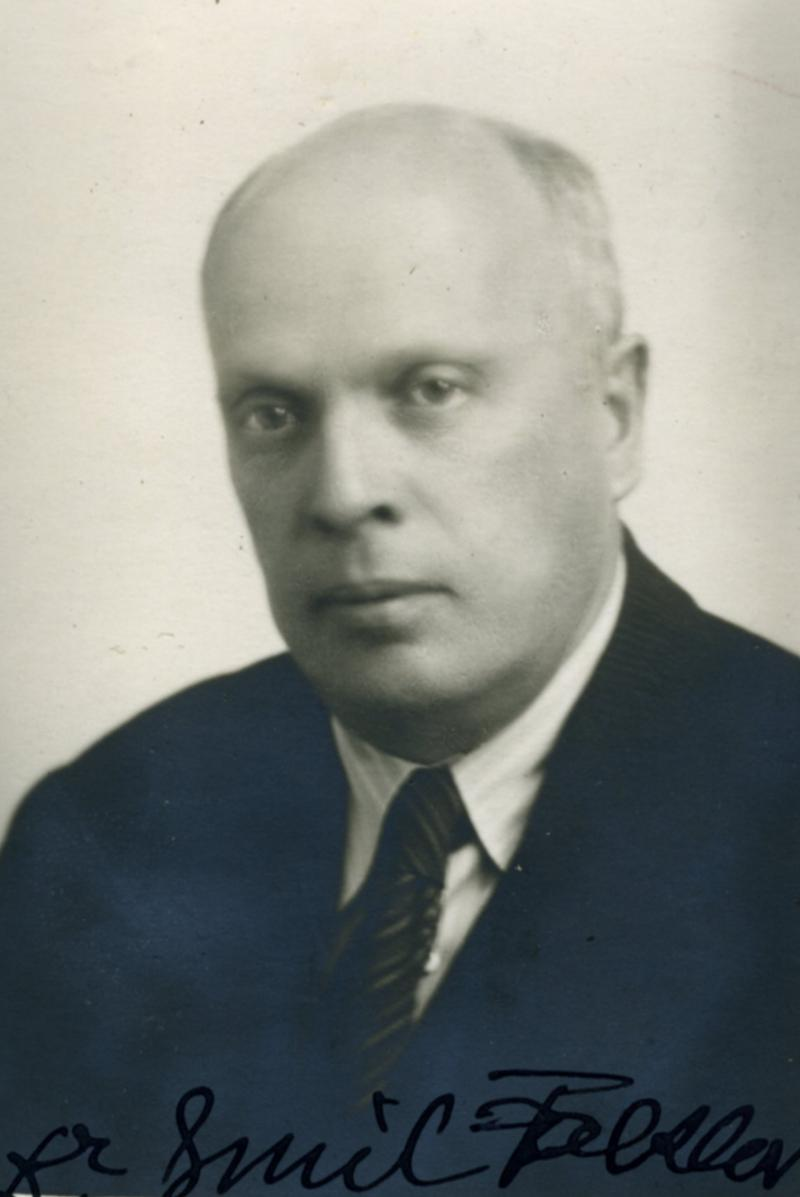
Emil Faktor

Emil Faktor (* 31. August 1876 in Prag, Österreich-Ungarn; † 10. April 1942 im Ghetto Litzmannstadt; Pseudonym: Jussuf) war ein deutschsprachiger Theaterkritiker, Redakteur und Schriftsteller.

## Leben
Emil Faktor wurde als Sohn deutschböhmischer Juden geboren. Er studierte in seiner Heimatstadt Jura und wurde im Jahr 1904 promoviert. Neben dem Studium arbeitete er als Redakteur und Kritiker, seit 1898 beim Montagsblatt aus Böhmen, seit 1899 bei der Zeitschrift Bohemia. Im Jahr 1908 zog er von Prag nach Berlin, wo er zunächst für die Zeitschrift Der Tag schrieb. Ab 1912 war er verantwortlich für die Feuilleton-, Theater- und Musikredaktion des Berliner Börsen-Couriers, dessen Chefredakteur er im Jahr 1917 wurde. In den folgenden Jahren erwarb er sich einen Ruf als einer der bekanntesten Theaterkritiker der Stadt. Im April 1927 nahm er an einer Journalistenreise nach New York City auf der Jungfernfahrt des Dampfschiffs New York teil. Neben seiner journalistischen Tätigkeit verfasste Faktor auch Gedichte und Theaterstücke. So veröffentlichte er unter anderem die Gedichtbände Was ich suche (1899) und Jahresringe (1908) sowie die Lustspiele Die Temperierten (1914) und Die Tochter (1917).
Im Jahr 1931 wurde Faktor aufgrund seiner jüdischen Abstammung zum Rücktritt von seinem Posten als Chefredakteur, vorgeblich auf „eigenen Wunsch“, gedrängt. Im Jahr 1933 kehrte er mit seiner Frau Sophie, geb. Sack, einer Konzertpianistin, und seinen zwei Kindern Richard (* 1914) und Lili (* 1917) nach Prag zurück. Dort war er weiterhin als freier Journalist und Kritiker, unter anderem für das Prager Tagblatt und den Prager Mittag, tätig. Im Jahr 1935 wurde der Familie die deutsche Staatsbürgerschaft entzogen. Obwohl sie durch die Bemühungen ihrer Tochter Lili, die im Jahr 1939 in die Vereinigten Staaten emigriert war, im Besitz der nötigen Affidavits waren, erhielten er und seine Frau aufgrund der US-amerikanischen Quotenregelung kein Einreisevisum für die USA. Am 21. Oktober 1941 wurde das Ehepaar Faktor mit dem Transport Zug Da 7 von Prag in das Ghetto Litzmannstadt deportiert, wo Emil Faktor am 10. April 1942 ermordet wurde.

## Familie
Emil Faktors Tochter Lili war verheiratet mit dem Politikwissenschaftler Ossip K. Flechtheim.

## Schriften
- Die Temperierten: Auseinandersetzungen in drei Akten. Fischer, Berlin 1914.
- Alexander Moissi. Reiss, Berlin 1920.